# Perzej
Perzej (grško Περσεύς: Perseús) je bil v grški mitologiji sin Danaje in boga Zevsa ter vnuk Akrizija, kralja Argosa.

## Rojstvo
Kralj Akrizij je bil brez moških potomcev, zato je nekoč vprašal preročišče, kaj bo z njegovim kraljestvom po njegovi smrti. Preročišče mu je odgovorilo, da bo kralja pokončal sin njegove hčere. V strahu pred tem je dal Akrizij zapreti svojo hčer Danajo v sobo na svojem gradu. Danajin jok je prišel na ušesa vladarju Olimpa, Zevsu, ki se je k njej spustil v obliki zlatega dežja. Skupaj sta zaplodila otroka, ki mu je bilo prerokovano, da bo ubil svojega starega očeta.

## Mladost
Kralj Akrizij ni hotel ujeziti Zevsa in ubiti svojega potomca, zato je dal Danajo in otroka vreči v morje v lesenem zaboju. Zaboj je naplavilo na otok Seripos, kjer so ga našli ribiči in Danajo z otrokom odpeljali h kralju Polidektu. Tam sta oba živela nekaj časa, kralj pa se je poročil z lepo Danajo. V strahu za svoj prestol se je hotel Polidekt znebiti Perzeja, ki je medtem postal krepak fant. V želji, da bi Perzej umrl, ga je stari kralj prosil, naj zanj ubije nevarno pošast, Meduzo. To je bila ena izmed treh sester gorgon, grozna pošast s kačami namesto las. Kdorkoli jo je pogledal, je na mestu okamenel. Kralj je prosil Perzeja, naj mu prinese glavo te pošasti, da bo z njo varen pred sovražniki, saj bo vsaka vojska, ki bi poskušala napasti kraljestvo, takoj okamenela.

## Perzejeva pot
Perzej se je podal na pot, spremljala pa sta ga boginja Atena in bog Hermes, ki sta vedno spremljala polbogove na poti v boj. Atena je Perzeju podarila bleščeč ščit in mu povedala edini način, na katerega se bo lahko bojeval proti Meduzi. Moral se bo boriti tako, da bo v odsevu ščita gledal Meduzo in ji odsekal glavo s srpom, ki mu ga je prav tako podarila. Poleg tega je dobil še leteče sandale, čarobno torbo in kapo boga Hadesa, s katero je človek, ki jo je nosil, postal neviden.
Pot je Perzeja vodila do treh stark, ki so si delile eno oko in so edine vedele, kako se pride do gorgon. Perzej jim je vzel oko in jim ga ni hotel vrniti, dokler mu niso povedale, kakšna je pot.

### Perzej ubije Meduzo
Oborožen s srpom in ščitom ter s torbo preko rame in sandali na nogah, se je Perzej prikradel do spečih gorgon in, s pomočjo odseva v ščitu, odsekal glavo Meduzi. Glavo je vtaknil v torbo in pobegnil v nebo s pomočjo letečih sandal. Ostali dve gorgoni sta ga zasledovali, dokler si ni na glavo poveznil kape in izginil.

### Perzejevo drugo herojsko dejanje
Na poti domov je iz torbe kapljala meduzina kri in iz vsake kaplje je nastala strupena kača. Perzej se je prvič ustavil v kraljestvu, ki ga je terorizirala morska pošast. Izvedel je, da je kraljica Kasiopeja priklicala nad kraljestvo Pozejdonovo jezo, ker je trdila, da je lepša od vseh nimf Nereid. Pošast naj bi se umaknila šele takrat, ko bi ji kraljica žrtvovala lastno hčer Andromedo. Perzej se je odločil, da bo ubil pošast in osvobodil princeso. S pomočjo predmetov, ki jih je dobil od bogov, je pošast premagal in rešil Andromedo. Za nagrado si je izbral to lepo dekle in se z njo poročil.

## Povratek domov
Ob vrnitvi domov je Perzej izvedel, da je njegov krušni oče zapostavljal njegovo mater. Iz maščevanja ga je s pomočjo Meduzine glave spremenil v kamnit kip in sam postal kralj. Z Andromedo sta imela šest sinov in eno hčer, nato pa je Andromeda zbolela in umrla. Atena jo je po smrti dvignila v nebo in jo spremenila v ozvezdje, ki še danes nosi njeno ime.

## Izpolnitev prerokbe
Perzej ni bil samo velik kralj in junak. Bil je tudi odličen atlet in se je udeleževal tekem tudi v drugih kraljestvih. Na povabilo kralja iz Larise se je udeležil tamkajšnjega atletskega mnogoboja. Pri metu kopja pa je le-to zadelo naključnega gledalca, ki je bil Perzejev ded Akrizij. Tako je bila prerokba izpolnjena. Užaloščeni Perzej je prepustil svoje kraljestvo svojemu stricu Megapentesu, sam pa je odšel v Tirint in tam ustanovil novo kraljestvo. Darove je vrnil Ateni, hkrati z njimi pa ji je podaril tudi Meduzino glavo, ki jo je poslej Atena nosila na svojem ščitu.